# Городское поселение Богородское
Городско́е поселе́ние Богоро́дское — упразднённое муниципальное образование в Сергиево-Посадском муниципальном районе Московской области. Включает 14 населённых пунктов, крупнейший из которых — посёлок городского типа Богородское.

## История
В ходе муниципальной реформы, проведённой после принятия федерального закона 2003 года «Об общих принципах организации местного самоуправления в Российской Федерации», в Московской области были образованы городские и сельские поселения.
Городское поселение Богородское было образовано согласно закону Московской области от 28.02.2005 № 60/2005-ОЗ «О статусе и границах Сергиево-Посадского муниципального района и вновь образованных в его составе муниципальных образований».
В состав городского поселения вошли посёлок городского типа Богородское, 11 сёл и деревень, административно подчинённых рабочему посёлку Богородское, деревни Шубино из Мишутинского сельского округа и село Муханово из Наугольновского сельского округа. Старое деление на сельские округа было отменено позже в 2006 году.
Законом Московской области от 20 марта 2019 года Сергиево-Посадский муниципальный район был упразднён, а все входившие в его состав поселения  1 апреля 2019 года были объединены в единое муниципальное образование — Сергиево-Посадский городской округ.

## Население
| 2006   | 2007    | 2008    | 2009    | 2010  | 2011  | 2012  | 2013  |
| ------ | ------- | ------- | ------- | ----- | ----- | ----- | ----- |
| 10 052 | ↗10 366 | ↗10 423 | ↗10 516 | ↘9787 | ↗9838 | →9838 | ↗9952 |
| 2014   | 2015    | 2016    | 2017    | 2018  | 2019  |       |       |
| ↘9885  | ↘9809   | ↘9734   | ↘9627   | ↘9579 | ↘9473 |       |       |

## Состав городского поселения
| №  | Населённый пункт | Тип населённого пункта                  | Население |
| -- | ---------------- | --------------------------------------- | --------- |
| 1  | Богородское      | рабочий посёлок, административный центр | ↘9693     |
| 2  | Борисово         | деревня                                 | ↗9        |
| 3  | Выпуково         | село                                    | ↗17       |
| 4  | Геронтьево       | деревня                                 | ↗13       |
| 5  | Григорово        | деревня                                 | ↗18       |
| 6  | Жерлово          | деревня                                 | ↘3        |
| 7  | Муханово         | село                                    | ↘544      |
| 8  | Несвитаево       | деревня                                 | →0        |
| 9  | Семенцево        | деревня                                 | ↘17       |
| 10 | Сметьёво         | деревня                                 | ↘3        |
| 11 | Титовское        | село                                    | ↘2        |
| 12 | Фёдоровское      | деревня                                 | ↗29       |
| 13 | Шубино           | деревня                                 | ↘5        |
| 14 | Язвицы           | деревня                                 | ↗19       |